# Weißes Palais (Kassel)

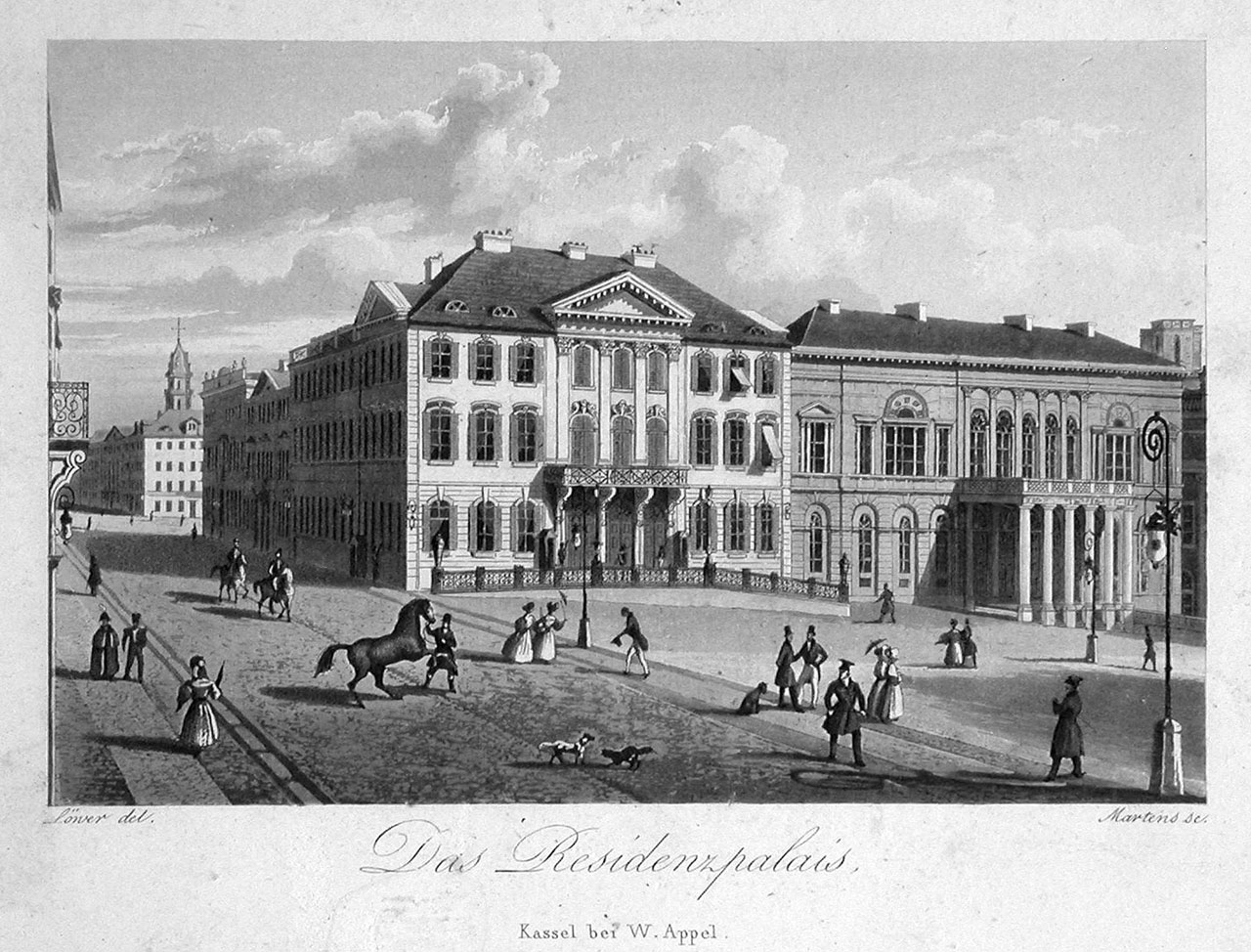
Blick auf Friedrichsplatz und Obere Königsstraße um 1840: In der Bildmitte das Weiße Palais

Das Weiße Palais war ein Stadtpalais im nordhessischen Kassel, das älteste Gebäude der später als Residenzpalais bezeichneten Residenz der beiden letzten Kurfürsten von Hessen-Kassel.

## Bau
Der außen eher unscheinbare und schmucklose Bau wurde in den Jahren 1767–69 an der Nordwestecke des Friedrichsplatzes von Simon Louis du Ry für den Generalmajor und Oberkämmerer des Landgrafen Friedrich II., Friedrich Christian Arnold von Jungkenn gen. Münzer von Mohrenstamm, erbaut, dem der Landgraf aus den für die Stadterweiterung zur Verfügung stehenden Mitteln einen Zuschuss gewährte. Das dreistöckige, von einem Walmdach bedeckte Gebäude hatte einen Grundriss von etwa 32 × 16 Metern. Die Hauptfront zum Friedrichsplatz war neunachsig, mit einem Balkon im Ersten Stock und einem Flachgiebel über den drei Mittelachsen mit den drei Eingangsportalen. Zur Oberen Königsstraße war es fünfachsig, wiederum mit einem aufgesetzten Flachgiebel über den drei mittleren Fensterachsen. Die Beletage war im Ersten Stock. Entlang der gesamten Friedrichsplatzfront verlief eine etwa 5 m breite Rampe zur Vorfahrt von Kutschen.
Jungkenn verkaufte sein „Palais Jungkenn“ bereits 1772 an die Hessischen Landstände. Diese nutzten es nur selten als Tagungsort und vermieteten es stattdessen an Privatpersonen. Während der Zeit des kurzlebigen Königreichs Westphalen (1807–1813) befand sich das Justizministerium darin.

## Kurprinzenresidenz
Da das Stadtschloss im November 1811 während der napoleonischen Herrschaft durch einen Großbrand zerstört worden war, überließen die Landstände nach der Restitution der Landgrafschaft Hessen-Kassel bzw. von Kurhessen im November 1813 dem Thronfolger Wilhelm II. das Palais als Residenz. Dieser ließ es in den Jahren von 1816 bis 1821 durch Johann Conrad Bromeis ausbauen und erweitern. Entlang der Königsstraße, im rechten Winkel zum ursprünglichen Gebäude, entstand ein neunachsiger Anbau von etwa 28 × 16 m Grundfläche. In diesem befanden sich in der Beletage hauptsächlich Repräsentationsräume, während der Altbau vor allem die Wohnräume enthielt.

### Vestibül
Die Wände des Vestibül waren braun marmoriert. Die Decke war weiß gestrichen, der Fußboden bestand aus roten und weißen Sandsteinplatten (die hessischen Farben). Die Treppe bestand aus Eichenholz. Die Stäbe des Treppengeländers waren aus Birnbaumholz, der Handlauf des Treppengeländers war aus schwarz gebeiztem Kirschholz. Durch zwei Glastüren erreichte man das Vorzimmer. Auf das Vorzimmer folgte der ehem. Festsaal des Gebäudes, der nun als Roter Saal eingerichtet war.

### Rotes Balkonzimmer, roter Saal (ehem. Festsaal)
Ursprünglich waren die Wände des hinter dem Balkon gelegenen ehemaligen Festsaals mit breitstreifigem roten Seidendamast ausgestattet. Die Decke war mit Rosetten bemalt und vergoldet.
Beim Umbau im Jahr um 1861 wurde die Ausstattung des Roten Saales (Tapeten, Fries, Deckenbemalung, Möbel) verändert. Seitdem war die Wandbespannung aus roter Seidendamast. Lambris und Türen bestanden aus Birken-, Kastanien- und Birnbaumholz, die Konsolen der Türverdachungen waren vergoldet. Hinter den Öfen gelber Stuckmarmor. Decke und Fries waren bunt bemalt.
Beim Umbau im Jahr um 1861 wurde der Saal nochmals neu möbliert und entsprechend des Zeitgeschmacks im Stil des Neorokoko ausgestattet.

### Gelbes Wohnzimmer
Für das Gelbe Wohnzimmer war namensgebend die gelbe Seidenbespannung der Wände. Auch die Decke war gelb grundiert. Lambris, Türen und Fensternischen waren aus Birnbaum. Die Füllungen waren aus Birke und der Rahmen aus Kastanie. Fries und Decke waren bunt bemalt. Ursprünglich befand sich an der Rückwand eine Nische mit Pilastergliederung und Diwan. Zwischen den Pilastern waren Draperien aus blaugestreiftem Seidendamast, seitlich an der Rückwand befanden sich Öfen. Beim Umbau im Jahre 1851 wurde die Nische geschlossen, Fries und Decke wurden neu bemalt. Die Öfen wurden entfernt und die Wandbespannung erneuert.

### Oberlichtkabinett
Die Wände des Oberlichtkabinetts waren mit einer gelblich lackierten Boiserie verkleidet, mit grün-braunen Dekorationen. Der Fries hatte einen rosafarbenen Hintergrund. Tageslicht trat ausschließlich durch ein in der Decke befindliches, rundes Oberlicht ein, weswegen das Oberlichtkabinett auch seinen Namen erhielt.

### Schlafzimmer
Das Schlafzimmer hatte ein benachbartes Ankleidezimmer. Sie befanden sich hofseitig in der Nähe der Beletage im Weißen Palais an. Im Schlafzimmer dominierten neben den verschiedenen Hölzern die Farben Grün und Weiß. Die Wandbespannungen waren aus grünem Seidendamast. Die Decke und Fries waren in weißer Farbe gehalten, mit aufgemalten grünen Ornamenten. In der Mitte der Decke war eine vergoldete Stuckrosette. In weißer Farbe waren auch die Kapitelle und Basen der Säulen und Pilaster. Lambris, Türen, Säulen- und Pilasterschäfte sowie die Möbel waren aus Birkenmaserholz. Die Füllungen waren dunkel gebeizt, während die Rahmen aus Nussbaumholz waren. An den Möbeln gab es dazu Sockel aus Mahagoni und vergoldete Beschläge.

### Grünes Wohnzimmer (Arbeitszimmer Kurfürst Wilhelms II.)
Das Arbeitszimmer Kurfürst Wilhelms II. auch bekannt als das Grüne Wohnzimmer hatte eine Fries- und Deckenbemalung in bunten Farben, die aus einer Renovierung des Jahres 1845 stammten. Die Wände waren mit grünem Damast bespannt. Lambris und Türen bestanden aus dunkel gebeiztem Birkenholz. Die helleren Füllungen waren jedoch aus Birke und die Rahmen waren aus Kirschholz. Der Stuckmarmor an Säulen und Ofennische war grau, während der Stuckmarmor der Basen und Kapitelle sowie Profilleisten in weißer Farbe gehalten waren.
Im Arbeitszimmer Kurfürst Wilhelms II. gab es am 15. September 1830 ein historisches Ereignis der hessischen Geschichte. Der Kasseler Oberbürgermeister Karl Schomburg sowie der Kasseler Stadtrat und einige Abgeordnete aus der Bürgerschaft überreichten 1830 dem Kurfürsten eine Petition. Als der Kurfürst der Petition zustimmte und sich am Balkon zeigte, brach die wartende Volksmenge in Jubel aus. Die Bewilligung der Petition führte dann zur Aufstellung und Verabschiedung der Kurhessischen Verfassung 1831.

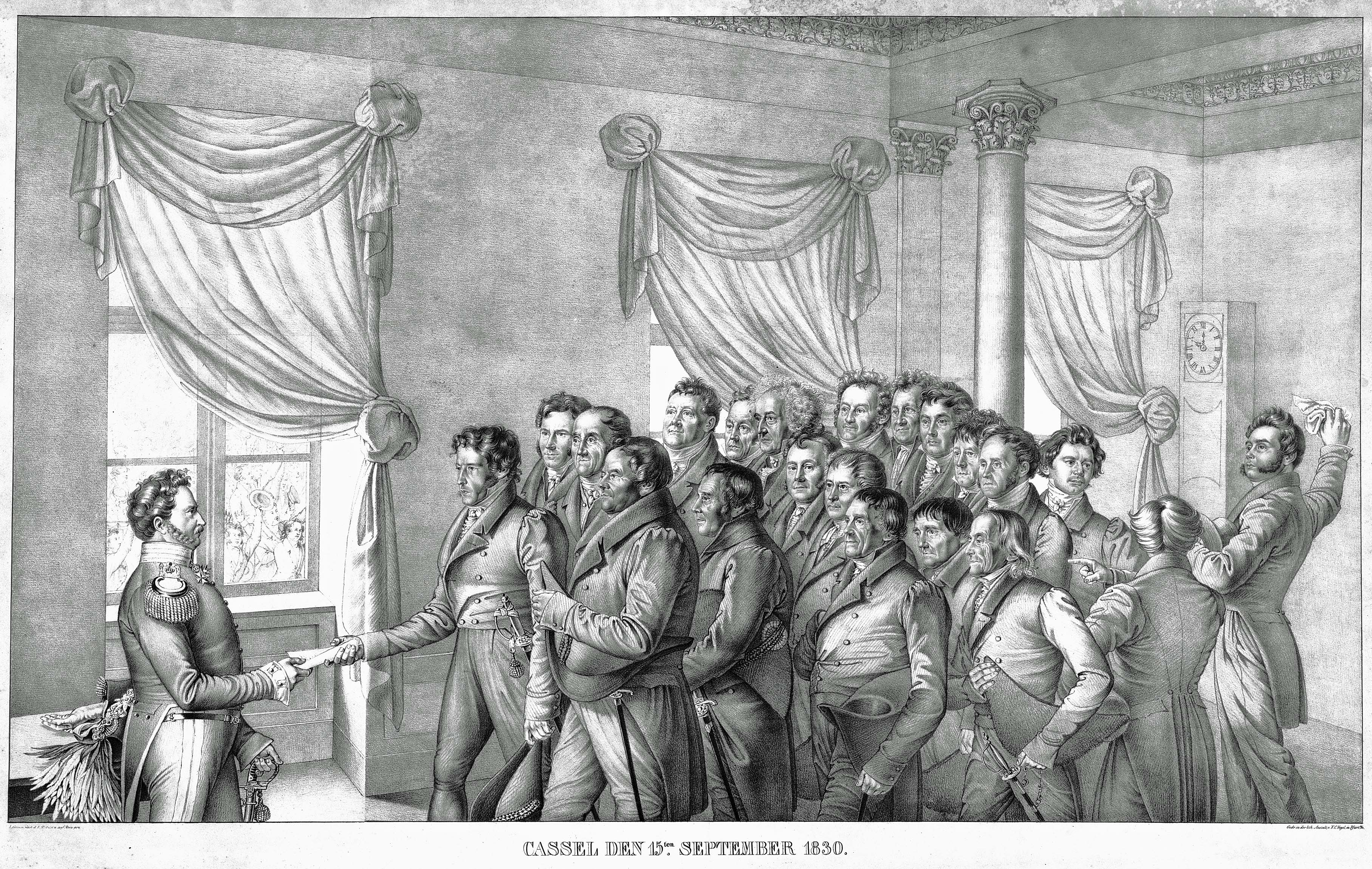
Deputation der Kasseler Bürger vor Kurfürst Wilhelm I.jpg

### Holzkabinett
An der Gebäudeecke zu Friedrichsplatz und Königsstraße lag das Holzkabinett. Die Wände, Türen und Fensternischen waren mit gemasertem Birkenholz in goldbraun schimmernder Farbe vertäfelt, mit Einlagen aus Kastanien- und Pappelholz. Die Säulen bestanden aus dunklem, polierten Erlenmaserholz. Die Postamente waren aus Nussbaumholz. Einzelne Ornamente (Säulenbasen und –kapitelle, Blattkränze, Friesornamente, Spiegelumrahmung) waren weiß lackiert, die Ornamente am Kranzgesims vergoldet. Der Fußboden bestand aus hell und dunkel gebeiztem Ahornholz. Die bemalte Decke war ansonsten im mittleren Feld rosa grundiert. In den Zwickeln zeigte die bemalte Decke blauen Grund.

### Ägyptisches Zimmer
„Dieses im deutschen Empire einzigartige Zimmer“ war im Farbkontrast Schwarz-Gelb/Gold gestaltet worden. Die Wandgliederung bestand ganz aus schwarz gebeiztem und polierten Birnbaumholz mit vergoldeten Ornamenten. Die Draperien und Möbelbezüge waren aus gelbem Seidendamast mit schwarz/weiß gemusterten Borten, Schnüren und Quasten. Die Wirkung des Raumes wurde durch die verspiegelten Wandfelder, Türen und Supraporten sowie durch das verspiegelte Mittelfeld der Decke mit den vergoldeten Ornamenten gesteigert. Die bemalte Decke war ansonsten im mittleren Feld blau grundiert, im Fries grün, mit gelber Einfassung, die Ornamente goldfarben und grün. Der Kurprinz selbst hatte die Entwürfe für die Gestaltung der Decke ausgesucht. Zur zweiten Umbauphase zum kurprinzlichen Palais gehörten das Ägyptische Zimmer und der nachfolgende Coursaal, der als Audienzsaal und ab 1821 bis zur Fertigstellung des Roten Palais als Thronsaal diente.

### Roter Empfangssaal, Audienzzimmer, Ex-Thronsaal (Coursaal)
Zur zweiten Umbauphase zum kurprinzlichen Palais gehörte der Coursaal auch Roter Empfangssaal, der dem Ägyptischen Zimmer nachfolgte. Der Coursaal diente als Audienzsaal und ab 1821 bis zur Fertigstellung des Roten Palais als Thronsaal.
Rot war die vorherrschende Farbe des Raumes, mit zahlreichen Vergoldungen: Türen, Supraporten, Lambris und Fensternischen bestanden aus Mahagoni mit vergoldeten Beschlägen. Die Wandflächen waren mit rotem, feuerfarbenem Seidendamast bespannt. Die Ofennischen waren mit rötlich-gelbem Stuckmarmor verkleidet. Die Archivolten waren blau und gold gestrichen, während die Kapitelle und Kränze vergoldet waren. Die Pilaster neben den Türen bestanden aus Ahornholz mit vergoldeten Basen und Kapitellen, das Hauptgesims war blau grundiert, mit reichen Vergoldungen. Bunt bemalt war die Decke, zur Mitte hin in helleren Farben.

## Kurfürstenresidenz und Erweiterungen

### Rotes Palais

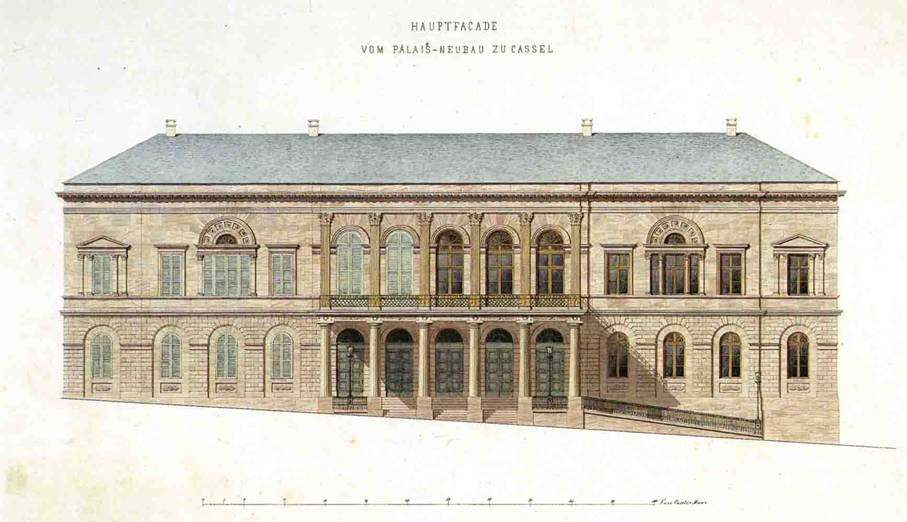
Fassadenaufriss des Roten Palais

Nachdem Wilhelm II. nach dem Tod seines Vaters Wilhelm I. die Regierung angetreten hatte, ließ er seine Residenz für Repräsentationszwecke in den Jahren 1821–1826 durch den von Johann Conrad Bromeis vorgenommenen Bau des Roten Palais erheblich erweitern. Der neue und mit etwa 55 × 40 m Grundfläche erheblich größere und vor allem Zeremonialräume enthaltende Bau schloss unmittelbar an das Weiße Palais an und war mit diesem verbunden. Dabei entstand in dem Rechteck zwischen den beiden Flügeln des Weißen Palais ein großer Innenhof. Das alte Palais der Landstände erhielt einen Anstrich in weiß-grünlich-grauer Farbe und wurde seitdem als „Weißes Palais“ bezeichnet.

### Palais Reichenbach
Wilhelm II. hatte schon 1813 seine Mätresse Emilie Ortlöpp nach Kassel mitgebracht, was zur faktischen Beendigung seiner Ehe mit Auguste von Preußen (1780–1841) führte. Für seine Geliebte, mit der er bis zu seinem Regierungsantritt meist im Schloss Philippsruhe in Hanau lebte, erwarb Wilhelm 1821 das 1772 an der Königsstraße erbaute und nach seinem Bauherrn, dem Generalmajor und Direktor des landgräflichen Baudepartements Johann Wilhelm von Gohr, benannte Palais Gohr, ließ es umbauen, durch ein Treppenhaus und einen Seitenflügel mit Festsaal erweitern und durch Verbindungstüren mit seinem Weißen Palais verbinden.

## Spätere Nutzung
Als Kurhessen im Oktober 1866, nach dem Preußisch-Österreichischen Krieg, von Preußen annektiert wurde, wurde der gesamte Komplex des Residenzpalais preußischer Staatsbesitz. Die Verbindungstüren vom Weißen Palais zum Palais Reichenbach wurden 1870 zugemauert, und 1881 wurde das Palais Reichenbach, inzwischen „Kleines Palais“ genannt, an einen privaten Nutzer verkauft.
Nach dem Ersten Weltkrieg und dem Ende der deutschen Monarchien suchte man nach einer angemessenen neuen Nutzung für das Rote und Weiße Palais. Bereits 1921 wurde durch den damaligen Oberbürgermeister Philipp Scheidemann die Städtische Gemäldegalerie in den Räumen des Weißen Palais eröffnet. Am 30. Juni 1923 folgte das Deutsche Tapetenmuseum im Roten Palais. 1934 wurde auch das Weiße Palais mit einbezogen, da die Tapetensammlung inzwischen erheblich angewachsen war.

## Zerstörung und Abriss
Nachdem bei einem britischen Bombenangriff im Zweiten Weltkrieg in der Nacht vom 8. zum 9. September 1941 das Palais Reichenbach und das Rote Palais in Brand geraten waren und die Obergeschossdecken im Roten Palais dabei einstürzten, wurde das Mobiliar des Weißen Palais zusammen mit dem teilweise geretteten Mobiliar des Roten Palais vollständig ausgelagert. Einige dieser hochwertigen Zeugnisse hessischer Handwerkskunst sind heute im Weißensteinflügel des Schlosses Wilhelmshöhe ausgestellt. Die geretteten Bestände des Tapetenmuseums wurden nach Einbeck ausgelagert und ab 1948 in einer verkleinerten Kollektion im Weißensteinflügel von Schloss Wilhelmshöhe präsentiert, bis sie 1976 ins Hessische Landesmuseums in Kassel verlegt wurden.
Das Weiße Palais selbst brannte zwei Jahre später beim verheerenden Bombenangriff am 22./23. Oktober 1943 vollständig aus. Die Ruine wurde im November 1948 gesprengt und dann bis 1950 schrittweise abgebrochen. Reste des vollständig erhaltenen, dann aber demontierten Rampengitters vor dem Weißen Palais werden im Magazin des Hessischen Landesmuseums in Kassel aufbewahrt.